# Elitloppet 1976
Elitloppet 1976 var den 25:e upplagan av Elitloppet, som gick av stapeln söndagen den 30 maj 1976 på Solvalla i Stockholm. Finalen vanns av den franska hästen Dimitria, körd och tränad av Léopold Verroken.
Inför 1976 års upplaga av Elitloppet valde hästar som Bellino II och Wayne Eden att stå över loppet, men istället lyckades Solvalla locka både Keystone Pioneer och Songflori från USA. Båda dessa galopperade dock bort sig i sina kvalheat. Finalen stod istället mellan franska hästen Dimitria och Stig H. Johanssons Duke Iran. Duke Iran lyckades stå emot Dimitria ända till de sista metrarna före mål, och fransk seger var ett faktum.
Även tröstloppet Elitloppet Consolation kördes detta år, för de hästar som deltagit i kvalheaten, men som inte lyckats kvala in till finalen.

## Upplägg och genomförande
Elitloppet är ett inbjudningslopp och varje år bjuds 16 hästar som utmärkt sig in till Elitloppet. Hästarna lottas in i två kvalheat, och de fyra bästa i varje försök går vidare till finalen som sker 2–3 timmar senare samma dag. Desto bättre placering i kvalheatet, desto tidigare får hästens tränare välja startspår inför finalen. Samtliga tre lopp travas sedan 1965 över sprinterdistansen 1 609 meter (engelska milen) med autostart (bilstart). I Elitloppet 1976 var förstapris i finalen 100 000 kronor, och 25 000 kronor i respektive kvalheat.

## Kvalheat 1
| P | S | Häst             | Kusk                   | Tränare                | Land      | Odds  | Tid     |
| - | - | ---------------- | ---------------------- | ---------------------- | --------- | ----- | ------- |
| 1 | 3 | Dauga            | Michel-Marcel Gougeon  | Michel-Marcel Gougeon  | Frankrike | 25,16 | 1.15,3  |
| 2 | 8 | Duke Iran        | Stig H. Johansson      | Stig H. Johansson      | Sverige   | 25,20 | 1.15,5  |
| 3 | 1 | Waymaker         | Vittorio Guzzinati     | Vittorio Guzzinati     | Italien   | 9,50  | 1.15,5  |
| 4 | 5 | Song Key         | Berth Johansson        | Berth Johansson        | Sverige   | 8,20  | 1.16,1  |
| 0 | 6 | Emter W.         | Karl-Gustav Holgersson | Karl-Gustav Holgersson | Sverige   | 43,90 | 1.16,4  |
| 0 | 9 | Laura Rodney     | Gunnar Nordin          | Gunnar Nordin          | Sverige   | 16,20 | 1.16,8  |
| 0 | 4 | Keystone Pioneer | Billy Haughton         | Billy Haughton         | USA       | 1,60  | 1.17,4g |
| 0 | 2 | Sussi Hjortdal   | Sören Nordin           | Sören Nordin           | Sverige   | 4,80  | 1.18,9  |
| 0 | 7 | R.A.C.           | Martti Keskinen        | Martti Keskinen        | Finland   | 32,40 | 1.19,4  |

## Kvalheat 2
| P   | S | Häst         | Kusk                  | Tränare               | Land      | Odds  | Tid    |
| --- | - | ------------ | --------------------- | --------------------- | --------- | ----- | ------ |
| 1   | 6 | Clissa       | Michel-Marcel Gougeon | Michel-Marcel Gougeon | Frankrike | 7,81  | 1.17,1 |
| 2   | 8 | Dinés P.     | Michel Feuillet       | Michel Feuillet       | Frankrike | 22,70 | 1.17,1 |
| 3   | 2 | Dimitria     | Léopold Verroken      | Léopold Verroken      | Frankrike | 3,50  | 1.17,3 |
| 4   | 5 | Regina Roy   | Sören Nordin          | Sören Nordin          | Sverige   | 11,20 | 1.17,4 |
| 0   | 1 | Songflori    | Delvin Miller         | Delvin Miller         | USA       | 3,70  | 1.17,8 |
| 0   | 4 | Delfo        | Sergio Brighenti      | Sergio Brighenti      | Italien   | 3,40  | 1.17,9 |
| 0   | 7 | Parlay R.C.  | Lennart Selin         | William Casoli        | Italien   | 14,10 | 1.17,9 |
| 0   | 3 | Hassan Star  | Kjell P. Dahlström    | Kjell P. Dahlström    | Sverige   | 12,40 | 1.18,3 |
| str | 9 | Meadow Trish | Pekka Korpi           | Pekka Korpi           | Finland   | -     | -      |

## Finalheat
| P | S | Häst       | Kusk                  | Tränare               | Land      | Odds  | Tid     |
| - | - | ---------- | --------------------- | --------------------- | --------- | ----- | ------- |
| 1 | 5 | Dimitria   | Léopold Verroken      | Léopold Verroken      | Frankrike | 2,47  | 1.15,8  |
| 2 | 4 | Duke Iran  | Stig H. Johansson     | Stig H. Johansson     | Sverige   | 16,80 | 1.15,8  |
| 3 | 1 | Clissa     | Michel-Marcel Gougeon | Michel-Marcel Gougeon | Frankrike | 3,20  | 1.15,9  |
| 4 | 2 | Dauga      | Henri Bourret         | Michel-Marcel Gougeon | Frankrike | 6,80  | 1.15,9  |
| 5 | 3 | Dinés P.   | Michel Feuillet       | Michel Feuillet       | Frankrike | 31,60 | 1.16,8  |
| 6 | 8 | Regina Roy | Sören Nordin          | Sören Nordin          | Sverige   | 12,70 | 1.18,9g |
| d | 6 | Waymaker   | Vittorio Guzzinati    | Vittorio Guzzinati    | Italien   | 12,70 | dgm6    |
| d | 7 | Song Key   | Berth Johansson       | Berth Johansson       | Sverige   | 7,30  | dtr5    |